# Paso de los Mellizos
Paso de los Mellizos ist eine Ortschaft in Uruguay.

## Geographie
Sie befindet sich im zentralen nördlichen Teil des Departamento Río Negro in dessen Sektor 9. Das Gebiet südlich des Ortes wird als Cuchilla de las Averías bezeichnet. In einigen Kilometern westsüdwestlicher Richtung liegen die Orte Villa General Borges, Villa María und Menafra.

## Einwohner
Der Ort hatte bei der Volkszählung im Jahr 2011 312 Einwohner.
| Jahr | Einwohner |
| ---- | --------- |
| 1963 | 238       |
| 1975 | 281       |
| 1985 | 269       |
| 1996 | 242       |
| 2004 | 317       |
| 2011 | 312       |

Quelle: Instituto Nacional de Estadística de Uruguay